# Burano

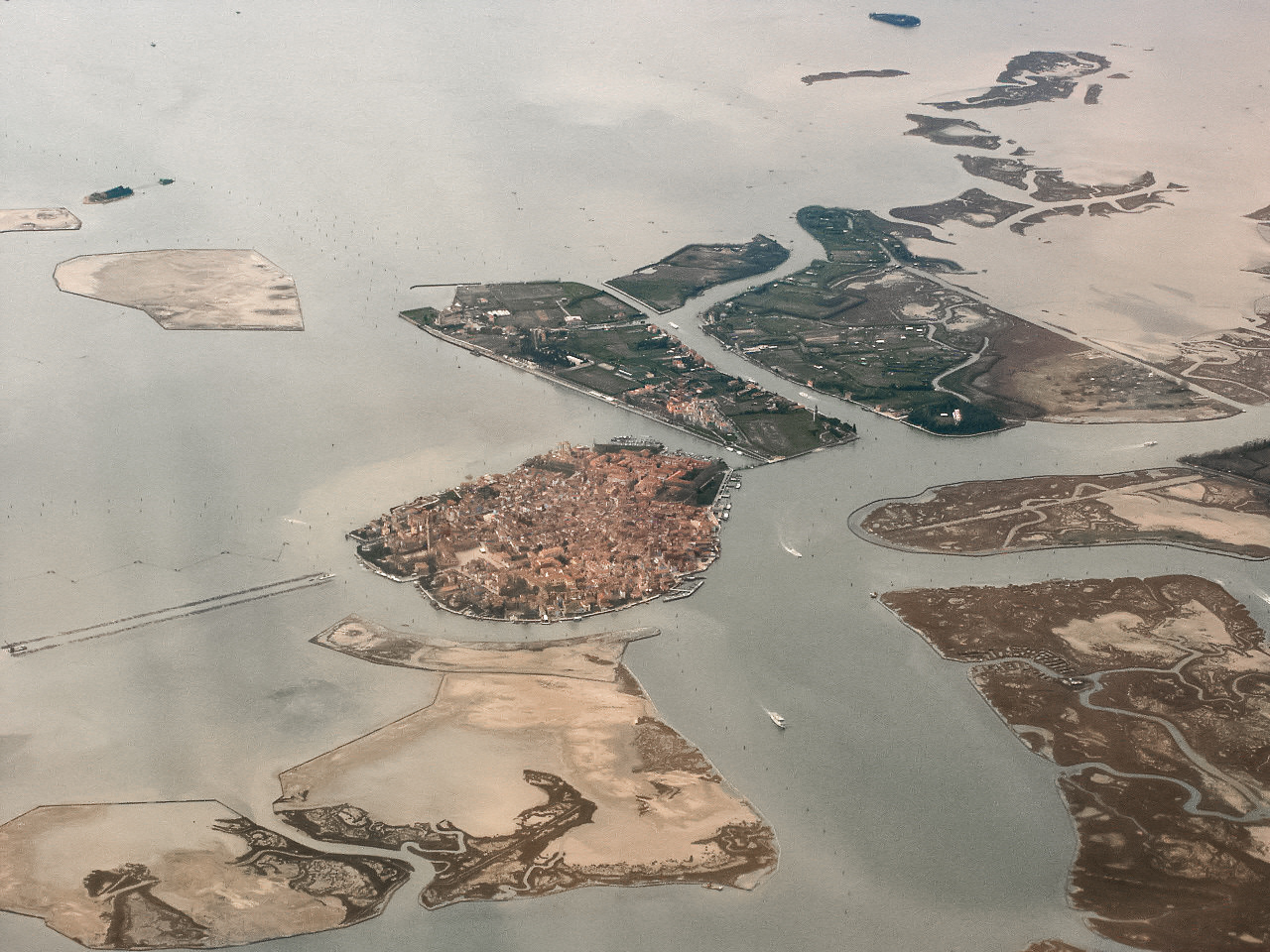
Flygfoto över Burano och närområde.

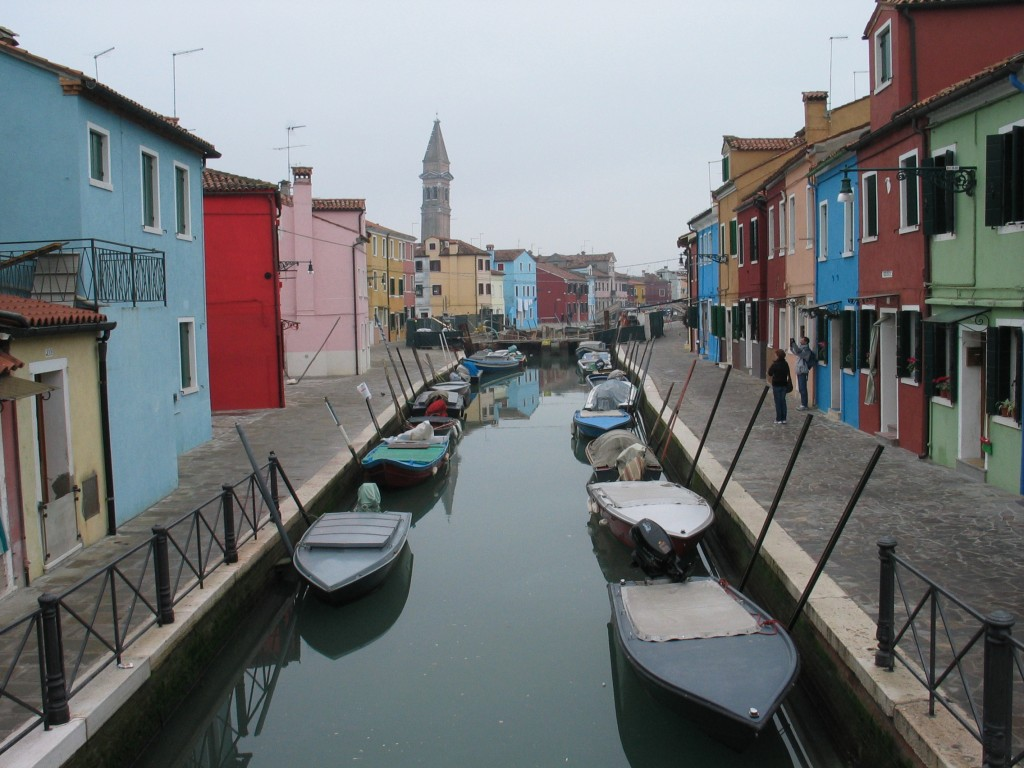
En kanal på Burano.

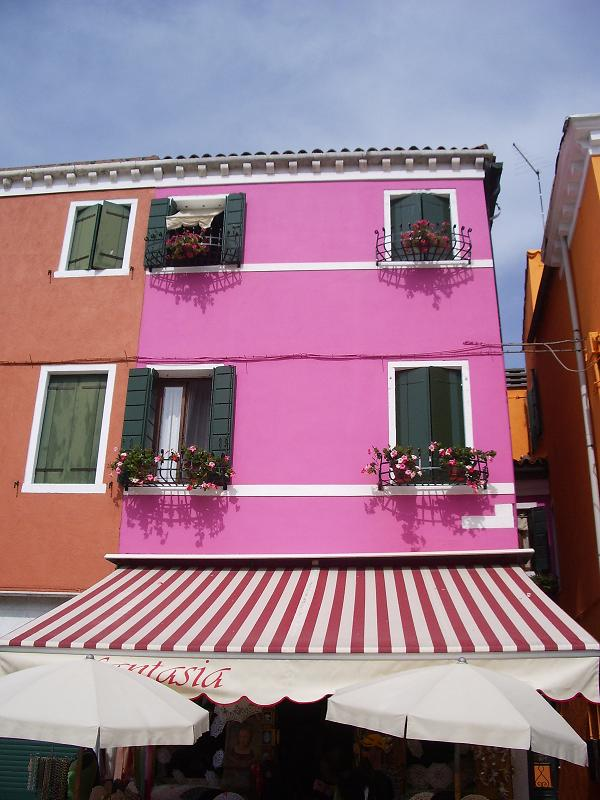
Färgglada hus.

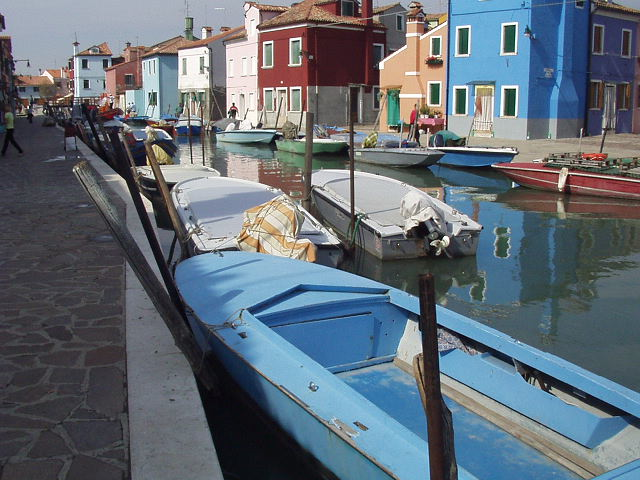
Kanal.

Burano är en bebodd ö med ungefär 3700 boende och tillhör Venedigs kommun. Ön sitter ihop via en bro med ön Mazzorbo. Namnet Burano kommer ifrån Boreana, en port i den romerska staden Altino. Ön användes som skyddsplats tillsammans med kringliggande öar för Venedigs befolkning när Attila och hans hunner attackerade staden.
Ön är känd framför allt för husen som är färgglada men även för de traditionella handarbeten som befolkningen här producerar. De består till största delen av olika broderier av tyg och linne, än idag kan man ibland se kvinnor som sitter utanför sina hem och producerar olika typer av hantverk. Förutom hantverk är fiske en viktig del av sysselsättningen sedan lång tid tillbaka. På ön finns ett museum som heter Museo del Merletto som berättar om de olika hantverk som produceras på ön. 
En liten kanal passerar genom hela ön och många turister besöker Burano dagligen, bland annat för arkitekturen och hantverket men också för stillheten och öns pittoreska charm.

## Transporter
Ön är tillgänglig via båtlinjer som går till Torcello, Murano, Treporti och Venedig. Det tar cirka 45 minuter från Venedig med båt ut till Burano.